# Rentapia flavomaculata
Rentapia flavomaculata  (лат.) — вид бесхвостых земноводных из семейства настоящих жаб. Эндемик Малайского полуострова (Таиланд и Малайзия). До научного описания в 2020 году его относили к виду Rentapia hosii.

## Этимология
Видовое название flavomaculata происходит от латинских flavo (= жёлтый) и maculata (= пятнистый) из-за жёлтых пятен, которые являются диагностическим признаком для этого вида.

## Описание
Размер взрослых самцов 70—79 мм, а взрослых самок — 99—102 мм в длину от носа до отверстия клоаки. Морда угловатая, усечённая если смотреть сверху и немного выступает за нижнюю челюсть при взгляде сбоку. Глаза большие. Барабанная перепонка хорошо различима. Между пальцами передних лап есть небольшие перепонки и большие дисковидные расширения на их концах. Пальцы задних лап соединены перепонкой и имеют небольшие дисковидные расширения на кончиках. Кожа самок довольно гладкая. Их фоновый окрас светло-жёлтый, который становится тёмно-серым при стрессе и/или когда их берут в руки. На спине, боках головы, туловища и конечностей, горле, области живота и груди есть ярко-жёлтые пятна. Самцы имеют однородную окраску — от коричневого до оранжевого цвета без отчётливого рисунка, но их кожа более бугорчатая, чем у самок.

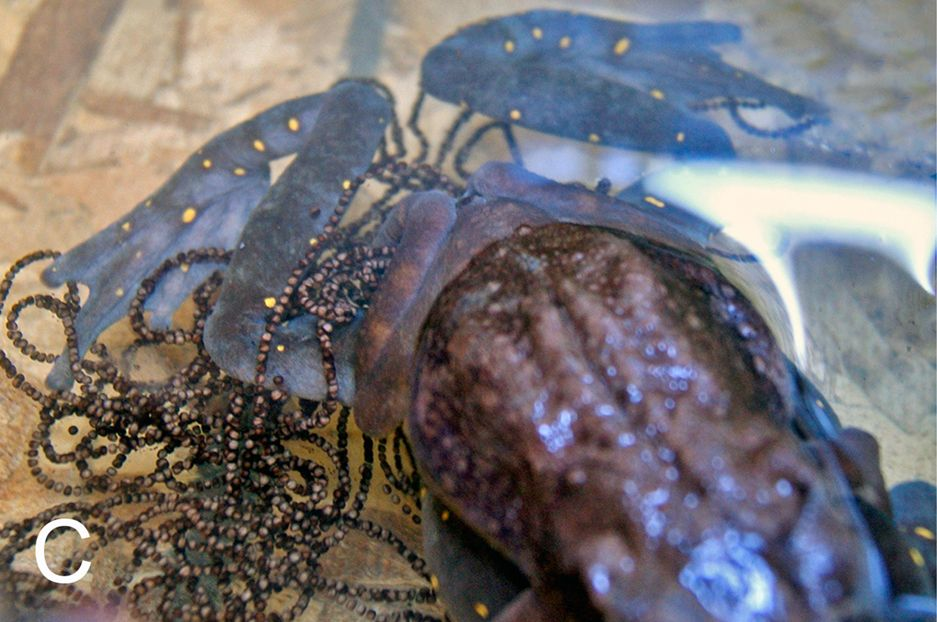
Самка Rentapia flavomaculata откладывает икру в шнурах

## Распространение
Rentapia flavomaculata встречается на Малайском полуострове к югу от перешейка Кра, на юге Таиланда и по всей территории Малайзии. Представители рода Rentapia с Суматры пока относят к Rentapia hosii, но они могут принадлежать к виду Rentapia flavomaculata.

## Среда обитания
Этот вид встречается в низинных лесах; диапазон высот, типичный для этого рода, составляет 25—525 м над уровнем моря. Rentapia flavomaculata ведут древесный образ жизни, и самки были замечены на высоте 25 м над землей в пологе леса возле рек с быстрым течением. Самок легче всего наблюдать, когда они спускаются к воде для размножения вдоль небольших или средних лесных ручьев. При этом самцы криком призывают самок с возвышенностей.

## Охрана
По состоянию на ноябрь 2021 года этот вид не внесён в Красный список видов, находящихся под угрозой исчезновения МСОП. В 2014 году Rentapia hosii, вид, в который тогда включалась Rentapia flavomaculata, считалась «видом, вызывающим наименьшие опасения».